# Toro (kommun i Spanien, Kastilien och Leon, Provincia de Zamora, lat 41,48, long -5,44)
Toro är en kommun i Spanien.   Den ligger i provinsen Provincia de Zamora och regionen Kastilien och Leon, i den centrala delen av landet, 190 km nordväst om huvudstaden Madrid. Antalet invånare är 9 627. Arean är 326 kvadratkilometer.
Terrängen i Toro är platt.